# فرانك وينتيرز (لاعب كرة قدم أمريكية)
فرانك وينتيرز (بالإنجليزية: Frank Winters)‏ هو لاعب كرة قدم أمريكية أمريكي، ولد في 23 يناير 1964 في هوبوكين في الولايات المتحدة.

## وصلات خارجية
- فرانك وينتيرز على موقع مرجع كرة القدم المحترفة.كوم (الإنجليزية)